# Adonis tianschanica
Adonis tianschanica là một loài thực vật có hoa trong họ Mao lương. Loài này được (Adolf) Lipsch. mô tả khoa học đầu tiên năm 1937.